# 𝼨
Le 𝼨, appelé r crosse à gauche à mi-hauteur ou r crochet de r à gauche, est une lettre additionnelle de l’alphabet latin utilisée dans l’alphabet proposé par Joshua Knowles et comme symbole de l’alphabet phonétique international dans les années 1920.

## Utilisation
La lettre 𝼨 fait partie de l’alphabet de Joshua Knowles pour l’écriture des langues indiennes et est notamment utilisée dans une traduction des Évangiles en malayalam publiée en 1909.

## Représentation informatique
Le r crosse à gauche à mi-hauteur peut être représenté avec le caractère Unicode suivant (Latin étendu G), depuis la version 15.0 :
| formes    | représentations | chaînes de caractères | points de code | descriptions                                           |
| --------- | --------------- | --------------------- | -------------- | ------------------------------------------------------ |
| minuscule | 𝼨               | 𝼨                     | U+01DF28       | lettre minuscule latine r crosse à gauche à mi-hauteur |

## Sources
- Association phonétique internationale, L’Écriture phonétique internationale : exposé populaire avec application au français et à plusieurs autres langues, Londres, 1921, 2e éd. (lire en ligne)
- (en) Kirk Miller et Neil Rees, Unicode request for legacy Malayalam (no L2/21-155), 16 juillet 2021 (lire en ligne)